# 黑原卷管螺
黑原卷管螺（学名：Cochlespira kuroharae），是新腹足目卷管螺科东港卷管螺属的一种。主要分布于台湾，常栖息在泥沙质海底。